# Magda Berndsen-Jansen

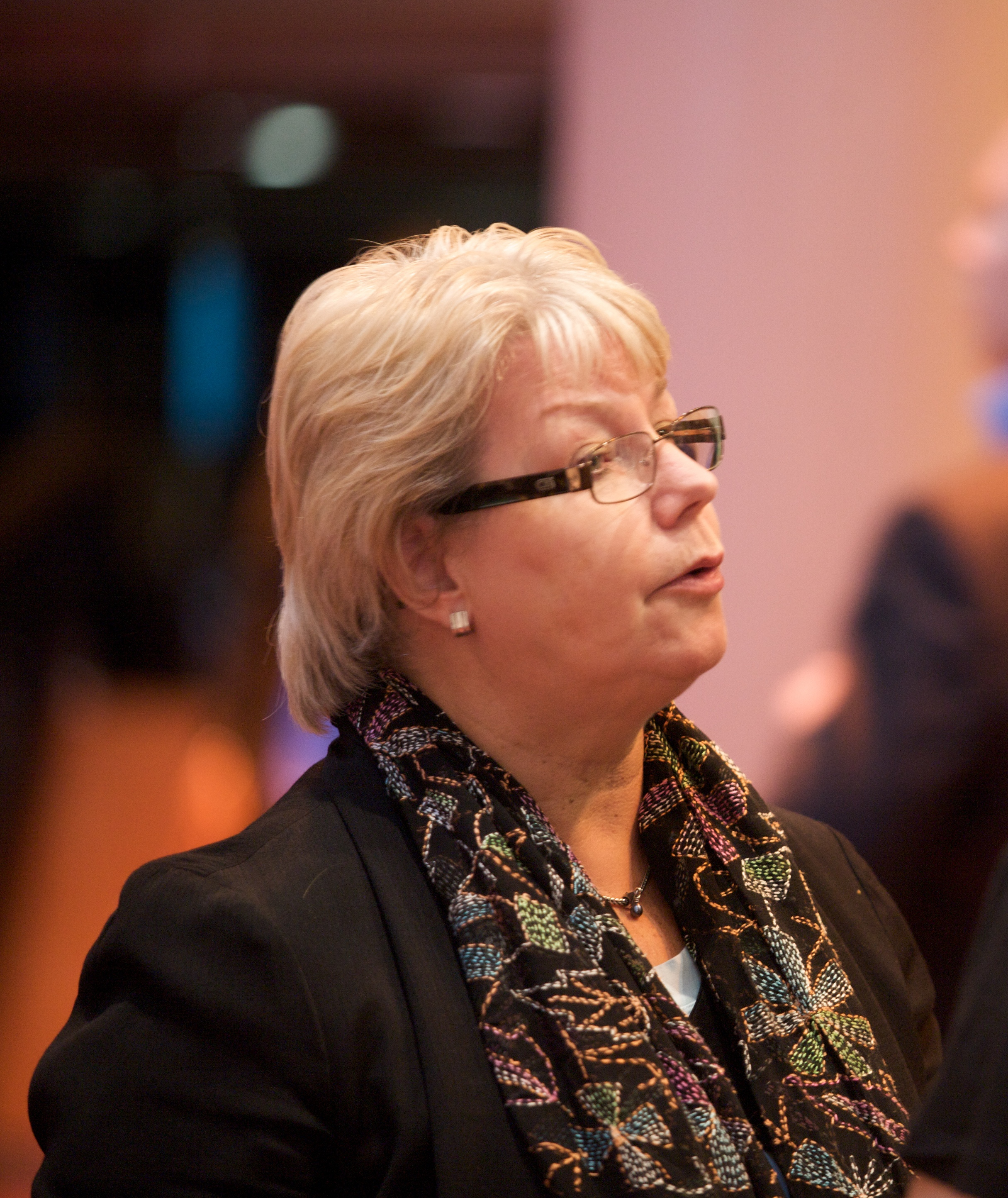
Magda Berndsen-Jansen, 2009

Magdalena Adriaantje (Magda) Berndsen-Jansen (* 4. Mai 1950 in Leiden) ist eine niederländische Politikerin und ehemalige Polizeipräsidentin.
Berndsen-Jansen arbeitete von 1967 bis 1979 als medizinische Sekretärin und Büroleiterin bei der Johannes-Stichting, einem Heim für Menschen mit geistiger Behinderung. 1980 trat sie der sozialliberalen Partei Democraten 66 (D66) bei. 1985–1990 war sie für diese Partei Mitglied des Gemeinderates der Gemeinde Boskoop. 1990 wurde Berndsen zur Bürgermeisterin der Gemeinde Obdam ernannt. 1995 wurde sie zur Bürgermeisterin der Gemeinde Beverwijk ernannt. Von 2000 bis 2002 war sie Polizeichefin des Polizeibezirks Hilversum und stellvertretende Polizeichefin der Polizeiregion Gooi en Vechtstreek. Von 2002 bis 2006 war sie als Polizeichefin der Polizeiregion Gooi en Vechtstreek tätig. Von 2006 bis 2010 war sie Polizeichefin der Polizeiregion Fryslân.
2010 wurde Berndsen-Jansen als Abgeordnete der Zweiten Kammer der Generalstaaten für D66 gewählt. In einem Interview anlässlich ihrer Wahl sagte sie, dass sie den D66 beigetreten sei, weil sie ein „Kind der sechziger Jahre“ sei. Sie sagte auch: „Ich bin für maximale Selbstverwirklichung, natürlich innerhalb der Grenzen unseres Rechtsstaats. Du musst nichts und darfst vieles.“ In der D66-Fraktion war sie Sprecherin für die Themen Sicherheit und Justiz. Seit 2012 war sie Vorsitzende des Innenausschusses der Zweiten Kammer. Sie war Abgeordnete bis 2015. Seit 2018 ist sie kommissarisch Bürgermeister von Súdwest-Fryslân.